# Fuenmayor
Fuenmayor és un municipi de la comunitat autònoma de La Rioja (Espanya). Situat entre el riu Ebre i la N-232, i junt el ferrocarril Castejón-Bilbao, en un lloc estratègic que ha propiciat el seu desenvolupament. Té 3.071 habitants i una superfície de 34,29 km². El nucli està situat a 419 m d'altitud.

## Història
Fuenmayor és citada per primera vegada en el segle xi, en un document en el qual la reina Estefanía de Foix cedia aquesta localitat i altres al Monestir de Santa María la Real de Nájera. Però restes celtibèrics i romans indiquen que ja estava habitada amb anterioritat.
En el segle xvii els seus veïns van comprar la independència a la localitat a la qual pertanyien, Fuenmayor, per 6.600 ducats. El seu enlairament econòmic va esdevenir en el segle xix, amb la construcció de grans cellers.